# Andreas Gruhn
Andreas Gruhn (* 3. September 1959 in West-Berlin) ist ein deutscher Schauspieler und Theaterregisseur.

## Leben
Nach dem Abitur machte er eine Ausbildung zum Schriftsetzer, als der er bis 1983 tätig war. Von 1983 bis 1987 erhielt er eine Schauspielausbildung an der Hochschule der Künste in Berlin. Es folgten Engagements in Ulm und Tübingen.
Ab 1990 arbeitete Gruhn als freier Schauspieler, Regisseur und Autor in Berlin. Seine Stücke wurden beim Theaterstückverlag Korn-Wimmer in München verlegt.
Seit 1999 ist er Künstlerischer Leiter des Kinder- und Jugendtheaters Dortmund. Seit Dezember 2013 trägt er den Titel Direktor KJT.

## Theaterstücke
- Bald ruh’ ich wohl, 1993
- Vincent, 2001
- Die Schatzinsel, 2002
- Schwarzes Gold, 2005
- Der verzauberte Prinz, 2008
- Die schöne Wassilissa, 2011
- Koma O.K., 2012
- Grimm spielen" 2013